# Riverbank
Riverbank és una població dels Estats Units a l'estat de Califòrnia. Segons el cens del 2008 tenia 20.606 habitants.

## Demografia
Segons el cens del 2000, Riverbank tenia 15.826 habitants, 4.544 habitatges, i 3.821 famílies. La densitat de població era de 1.964,8 habitants/km².
Dels 4.544 habitatges en un 49,6% hi vivien nens de menys de 18 anys, en un 65% hi vivien parelles casades, en un 13,2% dones solteres, i en un 15,9% no eren unitats familiars. En l'11,9% dels habitatges hi vivien persones soles el 4,2% de les quals corresponia a persones de 65 anys o més que vivien soles. El nombre mitjà de persones vivint en cada habitatge era de 3,45 i el nombre mitjà de persones que vivien en cada família era de 3,73.
Per edats la població es repartia de la següent manera: un 33,9% tenia menys de 18 anys, un 9,9% entre 18 i 24, un 30,8% entre 25 i 44, un 18,2% de 45 a 60 i un 7,2% 65 anys o més.
L'edat mediana era de 30 anys. Per cada 100 dones de 18 o més anys hi havia 95,1 homes.
La renda mediana per habitatge era de 44.668 $ i la renda mediana per família de 47.411 $. Els homes tenien una renda mediana de 36.370 $ mentre que les dones 29.012 $. La renda per capita de la població era de 14.972 $. Entorn del 9,3% de les famílies i el 12,3% de la població estaven per davall del llindar de pobresa.

## Poblacions més properes
El següent diagrama mostra les poblacions més properes.